# Béla Gyarmati
Béla Gyarmati (Budapest, 5 de marzo de 1942) es un deportista húngaro que compitió en esgrima, especialista en la modalidad de florete. Ganó dos medallas de plata en el Campeonato Mundial de Esgrima en los años 1966 y 1970.

## Palmarés internacional
| Campeonato Mundial | Campeonato Mundial | Campeonato Mundial | Campeonato Mundial  |
| Año                | Lugar              | Medalla            | Prueba              |
| ------------------ | ------------------ | ------------------ | ------------------- |
| 1966               | Moscú (URSS)       | Medalla de plata   | Florete por equipos |
| 1970               | Ankara (Turquía)   | Medalla de plata   | Florete por equipos |